# Vojna napoved Združenih narodov
Vojna napoved Združenih narodov je bila glavna pogodba, ki je združila zaveznike v drugi svetovni vojni in jo je med letoma 1942 in 1945 podpisalo 47 nacionalnih vlad. Na novoletni dan leta 1942, med konferenco v Arkadiji, je zavezniška "velika četverica" - Združeno kraljestvo, Združene države Amerike, Sovjetska zveza in Kitajska— podpisala kratek dokument, ki je pozneje postal znan kot Vojna napoved Združenih narodov, naslednji dan pa so svoje podpise dodali tudi predstavniki 22 drugih držav.   
Drugi podpisniki naslednjega dne (2. januarja 1942) so bili Avstralija, Kanada, Nova Zelandija in Južna Afrika; osem evropskih vlad v izgnanstvu, Belgija, Češkoslovaška, Grčija, Luksemburg, Nizozemska, Norveška, Poljska in Jugoslavija: devet držav v Ameriki (Kostarika, Kuba, Dominikanska republika, Salvador, Gvatemala, Haiti, Honduras, Nikaragva in Panama); in ena neodvisna vlada, indijska vlada, ki so jo imenovali Britanci. 
Izjava Združenih narodov je postala osnova Združenih narodov (ZN), ki je bila formalizirana v Ustanovni listini ZN, ki jo je 26. junija 1945 podpisalo 50 držav.   

## Besedilo vojne napovedi
SKUPNA IZJAVA ZDRUŽENIH DRŽAV AMERIKE, ZDRUŽENEGA KRALJESTVA VELIKE BRITANIJE IN SEVERNE IRSKE, ZAVEZE SOVJETSKIH SOCIALISTIČNIH REPUBLIK, KITAJSKE, AVSTRALIJE, BELGIJE, KANADE, KOSTARIKE, KUBE, ČEŠKOSLOVAŠKE, DOMINIKANSKE REPUBLIKE, SALVADORA, GRČIJE, GVATEMALE, HAITOV, HONDURASA, INDIJE, LUKSEMBURGA, NIZOZEMSKE, NOVE ZELANDIJE, NIKARAGVE, NORVEŠKE, PANAME, POLJSKE, JUŽNE AFRIKE IN JUGOSLAVIJE. 
Vlade podpisnice te pogodbe,
Po podpisu skupnega programa namenov in načel, sprejetih v Skupni izjavi predsednika Združenih držav Amerike in predsednika vlade Velike Britanije z dne 14. avgusta 1941, znane kot Atlantska listina,
Ker smo prepričani, da je popolna zmaga nad našimi sovražniki bistvenega pomena za obrambo življenja, svobode, neodvisnosti in verske svobode ter za ohranjanje človekovih pravic in pravice v svojih deželah, pa tudi v drugih deželah, in da smo zdaj vključeni v skupen boj proti divjim in brutalnim silam, ki si želijo razdeliti svet, 
Izjave:
(1) Vsaka vlada se zavezuje, da bo uporabila vsa svoja sredstva, vojaška ali gospodarska, proti tistim članicam Trojnega pakta in njegovim privržencem, s katerimi je ta vlada v vojni.
(2) Vsaka vlada se zavezuje, da bo sodelovala z vladami podpisnicami tega sporazuma in ne bo sklenila ločenega premirja ali miru s sovražniki. 

Zgornje izjave se lahko držijo tudi drugi narodi, ki ponujajo materialno pomoč in prispevke v boju za zmago nad hitlerizmom.